# إلين ويلكنسون
إلين ويلكنسون (بالإنجليزية: Ellen Wilkinson) (و.1891-1947)، هي وزيرة بريطانية تولت منصب وزارة الخارجية خلال الفترة (1940-1947) لفترتين متتاليتين.
ولدت إلين ولكنستون في عائلة فقيرة ولكن طموحة في مانشستر، وانضمت إلى مذهب الاشتراكية في عمر مبكر.  بعد تخرجها من جامعة مانشستر عملت في منظمة حق التصويت للمرأة ومن ثم عملت في نقابة العمال. ألهمت الثورة الروسية التي حدثت في 1917 ويلكنسون بالانضمام إلى الحزب الشيوعي. انتخبت عام 1924 لتكون عضوًا للبرلمان مع حزب العمل وكانت من مؤيدي الإضراب العام في عام 1931. أصبحت ولكنسون صحافية وكاتبة منتجة قبل عودتها للبرلمان كعضو برلمان جارو في عام 1935. وكانت محامية قوية للجبهة الجمهورية في الحرب الأهلية الإسبانية وقامت بعدة زيارات لمناطق القتال.
خدمت ولكنستون خلال الحرب العالمية الثانية  في (تحالف تشرشل) كمساعدة وزير في وزارة الأمن القومي حيث عملت مع هيربرت موريسون. ودعمت محاولات موريسون  لاستبدال قائد حزب العمال كليمنت اتلي، لكنّ اتلي عيّن ولكنسون وزيرة للتعليم بعدما شكّل حكومة ما بعد الحرب. كانت حالة ولكنسون الصحية سيئة نتيجة لعدة سنوات من العمل الشاق. رأت مهمتها الرئيسية في منصبها في تحالف تشرشل وقت الحرب تنفيذا لقانون تعليم 1944، بدلا من إدخال المدارس الشاملة الأكثر تطرفا والتي كان يفضلها أعضاء حزب العمال. كدست معظم طاقتها في تنظيم ازدياد ترك المدرسة من عمر 14 إلى 15 سنة.
في شتاء عام 1946-47 الإنجليزي الذي كان بارد على نحو استثنائي  استسلمت لالتهاب الشعب الهوائية وماتت بعد جرعة زائدة من دواء والذي أعلن الطبيب الشرعي أنها كانت عن طريق الخطأ.

## الخلفية والطفولة والتعليم

### سنواتها الأولى
ولدت الين ولكنسون في 8 أكتوبر 1891 في 41 كورال ستريت في حي مانشستر كورلتن اون ميدلوك. كانت الطفل الثالث والفتاة الثانية لريتشارد ولكنسون، عامل القطن الذي أصبح وكيل تأمينات وزوجته الين ني وود. كان ريتشارد ولكنسون ركيزة في كنيسته ويزليان ميثوديست المحلية، ولديه مزيج من احساس قوي بالعدل الاجتماعي ووجهات نظر صريحة عن المساعدة الذاتية، وبدلا من تبني تضامن الطبقة العاملة كانت وجهة نظره وفقا لالين: «لقد سحبت نفسي من الحضيض، لماذا لا يمكنهم ذلك» ثقف نفسه بنفسه وأكد ان اطفاله تلقو أفضل تعليم موجود وشجعهم على القراءة بكثرة وغرس فيهم المبادئ المسيحية القوية.
بدأت الين في عمر السادسة حضور ما اطلقت عليه «المدرسة الابتدائية القذرة ذات الخمسة فصول في غرفة واحدة». سلسلة من أمراض الطفولة ابقتها في المنزل لمدة سنتين ولكنها استغلت الوقت في تعلم القراءة. وبعد عودتها للمدرسة احرزت تقدما سريعا وفي عمر 11 حصلت على منحة لمدرسة اردويك الابتدائية العليا. انتقلت بعد سنتين إلى مدرسة ستريتفورد الثانوية للبنات، التجربة التي وصفتها لاحقا ب«بشعة وغير قابلة للسيطرة». عوضت سوء تعليم المدرسة بتشجيع من والدها بقراءة أعمال هيكل وتوماس هكسلي وداروين. التدريس كان من أقل المهن ممارسة في ذلك الوقت للفتيات المتعلمات، وفي عام 1906 فازت الين بمنحة بقيمة 25 باوند والتي مكنتها من التدريب في مركز تدريس الطلاب بمانشستر. كانت تحضر يوم التدريب بجامعة مانشستر لنصف الاسبوع والنصف الآخر كانت تدرس فيه بمدرسة طريق اوزوالد الابتدائية. وادى نهج صفها الذي كان يعزى باهتمام الطالب وليس فرض التعلم والحفظ عن ظهر قلب إلى صدامات متكررة مع رؤسائها، واقنعها أن لا مستقبل لها في التعليم. اكتشفت الاشتراكية من خلال قراءتها لاعمال روبيرت بلاتشفورد عندما كانت تدرس في الجامعة حيث تم تشجيعها على القراءة والتعامل مع القضايا اليومية. وانضمت في 16 من عمرها لفرع Longsight من حزب العمال المستقل (ILP).اخذت ولكنسون بعد مقابلتها لهاناه ميتشيل المنادية بمنح المرأة حق التصويت السبب في حق التصويت للمرأة القضية الرئيسية في ذلك اليوم. وعلى الرغم من انشغالها بالمهام اليومية كتوزيع المنشورات وتعليق ملصقات الاعلانات فقد تركت انطباعا جيدا لدى ميتشيل التي وصفتها لاحقا «بذكية وموهوبة».

### الجامعة
كسبت ولكينسون مقعدا في جامعة مانشستر في عام 1910ضمن منحة جونز اوبن هيستوري (Jones Open History)، مصممة على ايجاد مهنة غير التدريس لها. ووجدت هناك الكثير من الفرص لتوسيع نشاطاتها السياسية. وانضمت إلى فرع الجامعة لمجتمع فابيان واصبحت في نهاية المطاف السكرتير المشترك لها. واستمرت بعملها كمنادية بحقوق التصويت للمرأة بانضمامها لمجتمع مانشستر لحقوق التصويت للمرأة، حيث اذهلت مارغريت اشتون أول امرأة في مجلس مجتمع مانشستر بجهودها في شمال مانشستر ودوائر قورتون الانتخابية. قابلت ولكنسون خلال هذه الانشطة والحملات الأخرى العديد من القادة المعاصرين من الراديكالية اليسارية مثل المخضرمة شارلوت ديسبارد وقائد حزب العمال المستقل ويليام كراوفورد اندرسون وباتريس وسيدني ويب والعديد غيرهم. كما تأثرت بوالتون نيوبولد طالب يكبرها سنا والذي أصبح لاحقا عضو البرلمان الشيوعي الأول في المملكة المتحدة. وكان الاثنين مخطوبين لمدة قصيرة وعلى الرغم من انفصالهما ظلت علاقتهم السياسية وثيقة لعدة سنوات. تم اختيار ولكينسون في سنتها الاخيرة من الجامعة كعضو في اللجنة التنفيذية للاتحاد الاشتراكي في الجامعة (USF) وهي منظمة مشتركة بين المؤسسات شكلت لتجمع الطلاب المهتمين بالاشتراكية من كل أنحاء البلاد. والذي عرفها باشخاص تلتقي معهم في مدرسة فابيان الصيفية لسماع محاضرات من قادة حزب العمال المستقل مثل رامزي ماكدونالد وارثر هيندرسون وناشطين في نقابة حزب العمال مثل بين تيليت ومارغريت بوندفيلد. واصلت في وسط هذة الالهاءات الدراسة بجد وحصلت على العديد من الجوائز. انهت اختباراتها في صيف عام 1913 ومنحت شهادة البكالوريوس مع مرتبة الشرف الثانية وليست الأولى كما تنبأ اساتذتها. بررت ولكينسون ذلك بقولها «لقد ضحيت بمرتبة الشرف الأولى عمدا، لتكريس وقت فراغي لحملة كبيرة في مانشستر».

## بداية سيرتها المهنية

### تنظيم اتحاد العمال
أصبحت ولكينستون بعد انتهائها من الجامعة عام 1913 موظفة براتب في الاتحاد الوطني لجمعيات حق المرأة في الاقتراع (NUWSS). وساعدت في تنظيم رحلة المطالبة بحق الاقتراع للمرأة في يوليو 1913 حيث خرجت أكثر من 50 الف امرأة في مسيرة من كل انحاء البلاد في الهايد بارك في لندن. وبدأت بفهم الاليات السياسية والحملات الانتخابية بصورة أفضل وصارت متحدثة بارعة قادرة على الصمود حتى في أكثر الحوارات عدوانية. عندما بدأت الحرب العالمية الولى في أغسطس من عام 1914نددت ولكينستون بها مثل العديد من الاشخاص في حركة العمال واعتبرتها حركة امبرالية وستؤدي الي وفاة الملايين من العمال. ولكنها اخذت دور السكرتير الفخري لفيلق الطوارئ النسائي بمانشستر (WEC)، فرقة من المتطوعات للعمل في الحرب. أصبح الاتحاد الوطني لجمعيات حق المرأة في الاقتراع مع قدوم الحرب ينقسم إلى مؤيدين للحرب ومؤيدين للسلام. وفي نهاية المطاف انفصلوا وانحاز دعاة السلام (بمن فيهم فرع ولكينسون مانشستر) إلى الرابطة النسائية الدولية للسلام والحرية (WIL). بحثت ولكينستون عن وظيفة أخرى مع قلة تنظيم الانشطة، وفي يوليو عام 1915 تم تعيينها كمنظمة وطنية لاتحاد دمج الموظفين التعاوني (AUCE)، بالإضافة إلى مسؤوليتها في توظيف النساء في الاتحاد. وطالبت في هذا المنصب بأجر متساوي وعمل متساوي وبحقوق العمال الذين ليست لديهم الخبرة وذوي الدخل القليل عندما تكون هذه المصالح تتعارض مع النقابات الحرفية ذوي الدخل الأكثر. ونظمت سلسلة من الإضرابات لتحقيق هذه الاهداف مع نجاحات ملحوظة في كارلايل وكوتبريدج وغلاسكو وجرانجماوث. وكانت أقل نجاحا في إدارة النزاع الطويل في أعمال الطباعة Longsight في مانشستر في صيف عام 1918، حيث وصف خصومها التكتيكات بأنها «حرب عصابات غير معقولة». فقدت ولكينسون وظيفتها لمدة قصيرة كنتيجة لافعالها، ولكن تم إعادة تعيينها بعد احتجاجات الأعضاء وبعد اعتذارها عن دورها في الإضراب. شغلت منصب مرشح نقابتها في عدة هيئات استشارية في تجارة المجالس القومية التي حاولت تحديد الحد الأدنى للأجور للعمال ذوي الأجور المنخفضة من عام 1918. وفي عام 1921 تم دمج اتحاد دمج الموظفين التعاوني (AUCE) مع الاتحاد القومي للمستودعات ومهن العمال العامة لتشكل الاتحاد القومي لتوزيع العمال والعمال الحلفاء (NUDAW). جلب عمل ولكينسون للاتحاد تحالفات جديدة وصداقات مفيدة، بما فيهم صداقتها مع جون جاغر، رئيس الاتحاد المستقبلي. واصبحت عضوة في تحالف النقابات الوطنية (NGL) من خلال هذه العلاقات، وهي منظمة تروج للديموقراطية الصناعية وجمعيات مراقبة العمال وإنتاجهم في
نظام وطني للنقابات. ولقد ابقت على علاقتها مع الرابطة النسائية للسلام والحرية، التي اتخذت موقفا غيرسلمي في مؤتمر عام 1919يبرر أن النزاع المسلح وسيلة للقضاء على الرأسمالية. وأصبحت بعد زيارتها لايرلندا من أجل الرابطة النسائية للسلام والحرية في عام 1920 ناقدة صريحة لافعال الحكومة البريطانية هناك. وبالاخص استخدامها "Black and Tans" كقوة شبه عسكرية. وقدمت أدلة حول سلوك قوات بريطانية في أيرلندا في لجنة الكونغرس للتحقيق في واشنطن في كانون الأول من ذلك العام. وطالبت بهدنة فورية وإطلاق سراح السجناء الجمهوريين.

### وزيرة التعليم
كانت ولكينسون ثاني امرأة تشغل منصبا في مجلس الوزراء البريطاني بعد مارغريت بونفيلد. رأت مهمتها الرئيسية كوزيرة للتعليم تنفيذ لقانون تعليم 1944 الذي اقره تحالف وقت الحرب. قدم هذا القانون تعليم ثانوي مجاني شامل، ورفع الحد الأدنى لترك للمدرسة من سن 14-15 اعتبارا من عام 1947. وعلى كل الأطفال أخذ اختبار "11-plus" لتحديد ما إذا كان تعليمهم الثانوي سيكون في قواعد اللغة (اكاديمي) أو تقني أو حديث. واعتبر الكثيرون من حزب العمال هذا التنظيم الثلاثي تخليدا للنخبوية، وارادوا تخطيطا جذريا أكثر بناء على ما أصبح لاحقا يعرف باسم نظام «شامل». هذا المدارس الكبيرة تحت سقف واحد، ولكل منها مجموعة من الدورات المناسبة للدراسة لمستويات القدرات المختلفة، ومرونة بين الدورات كما تغيرت استعداداتهم للأطفال. ومع ذلك ولكينسون كانت تعتقد ان إعادة بناء كبيرة كتلك لايمكن تحقيقها في ذلك الوقت، واقتصرت على تنفيذ الأعمال سهلة المنال. خيبت تصرفاتها الحذرة بعض يساري حزب العمال وممثلي المعلمين واغضبتهم لانهم كانوا يعدونها فرصة لدمج مبادئ الاشتراكية مع التعليم ولكنها ضاعت. ولكن ولكينسون كانت مقتنعة بان الاختيار في عمر 11 سيمكن اصحاب الذكاء العالي من الدراسة في مدارس القواعد النحوية بغض النظر عن طبقاتهم الاجتماعية. جعلت ولكينسون اولويتها زيادة سن ترك المدرسة. وهذا تطلب لزيادة توظيف الالاف من المدرسين وتدريبهم وزيادة مساحة الفصول لما يقارب 400 الف طفل. واعطي لرجال الجيش السابقين منحا للتدريب كمعلمين في برنامج مستعجل لمدة سنة وذلك ضمن إطار خطة التدريب للطوارئ (ETS)، أكثر من 37 الف شخص انتهوا من تدريبهم أو مازالوا يتدربون بنهاية 1946. وتم توسع سريع في المباني الدراسية وذلك من خلال اقامة بعض الاكواخ المؤقتة والتي أصبحت لاحقا ميزات طويلة المدى للمدارس. كانت ولكينسون مصممة على تنفيذ هذه الاصلاحات قبل 1 أبريل 1947 التاريخ الذي حدده قانون 1944 وللرد على الشكوك البرلمانية التي اصرت ان خطتها على المسار الصحيح. أعطيت موافقة مجلس الوزراء النهائية لتكريم التاريخ المتوقع في 16 يناير 1947.
ومن الاصلاحات الأخرى التي حدثت في فترة توليها هذا المنصب توزيع حليب مجاني على المدارس وتحسين خدمة الوجبات المدرسية وزيادة المنح الجامعية والتوسع في توفير تعليم للكبار كعمل جزئي في كليات المقاطعة. في أكتوبر من عام 1945 ذهبت إلى ألمانيا لتقديم تقرير عن أفضل السبل لتنشيط نظام التعليم الألماني الذي تم تدميره. وكانت منذهلة من سرعة فتح المدارس والجامعات في الدولة بعد خمسة أشهر من هزيمتها. كم قامت برحلات أخرى إلى جبل طارق ومالطا وتشيكوسلوفاكيا. ترأست مؤتمر دولي في لندن في نوفمبر 1945 التي أدى إلى إنشاء الأمم المتحدة للتربية والعلم والثقافة (اليونسكو) بعد عام واحد. في إحدى خطبها الاخيرة في البرلمان، في 22 تشرين الثاني 1946، شددت على أن اليونسكو تركزعلى «معايير القيمة، واضعه جانبا فكرة أن الأمور العملية هي المهمة فقط». وتنبأت أن المنظمة «سوف تنجز أشياء عظيمة»، وحثت الحكومة على إعطائها الدعم الكامل.

## وصلات خارجية
- إلين ويلكنسون على موقع IMDb (الإنجليزية)
- إلين ويلكنسون على موقع مونزينجر (الألمانية)
- Hansard 1803–2005: contributions in Parliament by Ellen Wilkinson
- Ellen Wilkinson profile at Marxists Internet Archive
- "From HORSA huts to ROSLA blocks: the school leaving age and the school building programme in England, 1943–1972" (PDF). History of Education. ج. 41 ع. 3: 361–80. مايو 2012. مؤرشف من الأصل في 2020-10-03.
- The Labour History Archive and Study Centre at the People's History Museum in مانشستر has material in their collection relating to Wilkinson, such as press cuttings and letters.
- أعمال إلين ويلكنسون في ليبري فوكس

| مقاعد البرلمان           | مقاعد البرلمان                              | مقاعد البرلمان       |
| ------------------------ | ------------------------------------------- | -------------------- |
| سبقه بنري وليامز         | عضو مجلس النواب عن ميدلسبره الشرق 1924–1931 | تبعه ارنست جيمس يونغ |
| سبقه وليام جورج بيرسون   | عضو مجلس النواب عن جارو 1935–1947           | تبعه                 |
| المناصب الحزبية السياسية |                                             |                      |
| سبقه جورج ريدلي          | رئيس حزب العمال 1944–1945                   | تبعه هارولد لاسكي    |
| المناصب السياسية         |                                             |                      |
| سبقه ريتشارد لاو         | وزير التربية 1945–1947 (توفيت)              | تبعه جورج توملينسون  |